# Chiesa di Santa Maria Maggiore (Trieste)
La chiesa dell'Immacolata Concezione della Beata Vergine Maria, meglio conosciuta chiesa di Santa Maria Maggiore, nota anche come chiesa barocca dei gesuiti, è un edificio religioso situato a a Trieste, in provincia e diocesi di Trieste; è sede di una parrocchia compresa nel decanato di San Giusto Martire.
La chiesa barocca venne costruita nel XVII secolo dai compagnia dei gesuiti e dal 1922 gestita dai frati francescani. La chiesa si trova in via del Collegio, ai piedi del colle di San Giusto e vicino alla basilica del Cristo Salvatore (ex basilica di San Silvestro), nelle immediate vicinanze del centro storico di Trieste.

## Storia

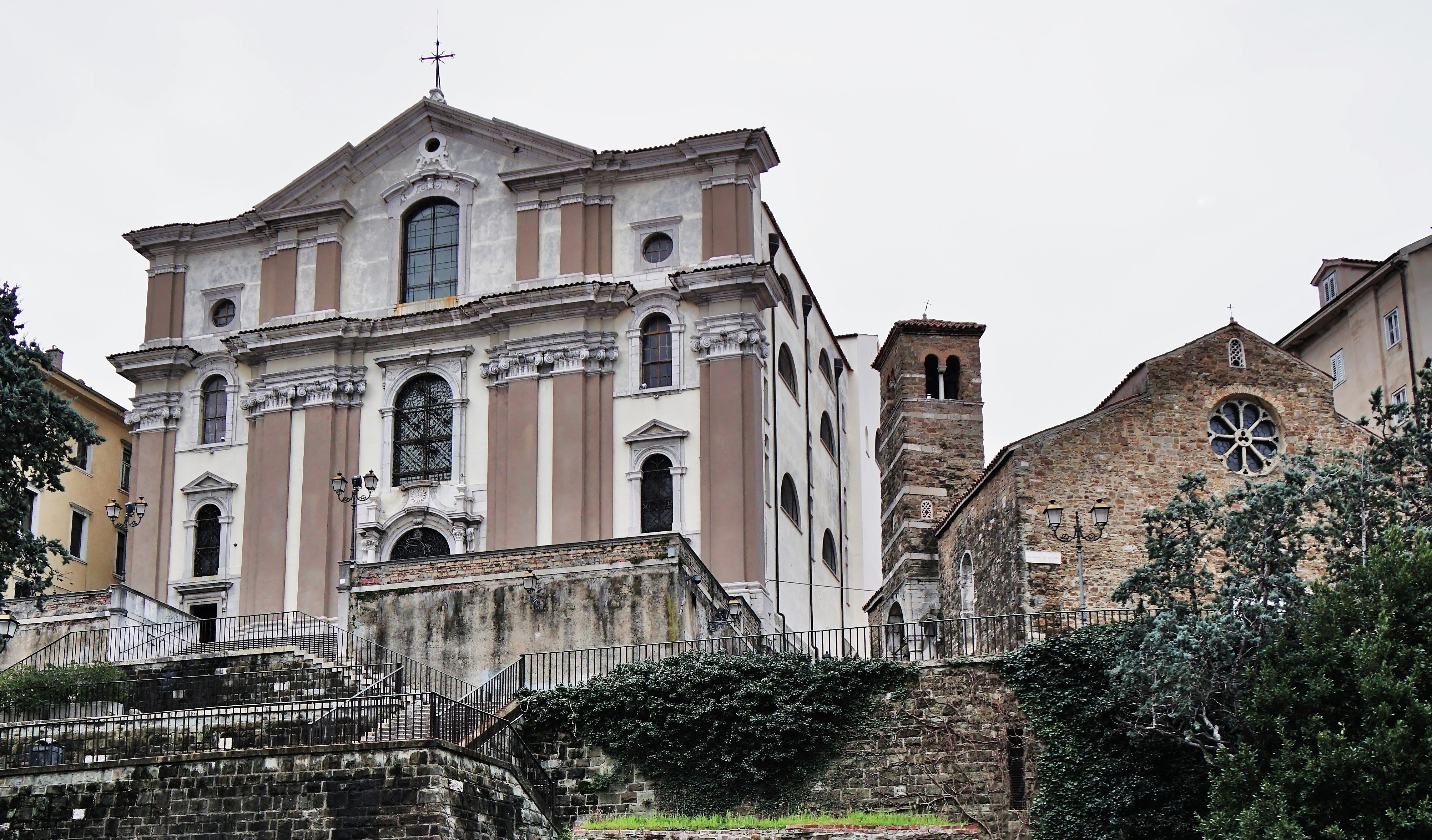
Chiesa di santa Maria maggiore (a sinistra) e Basilica del Cristo Salvatore (a destra)

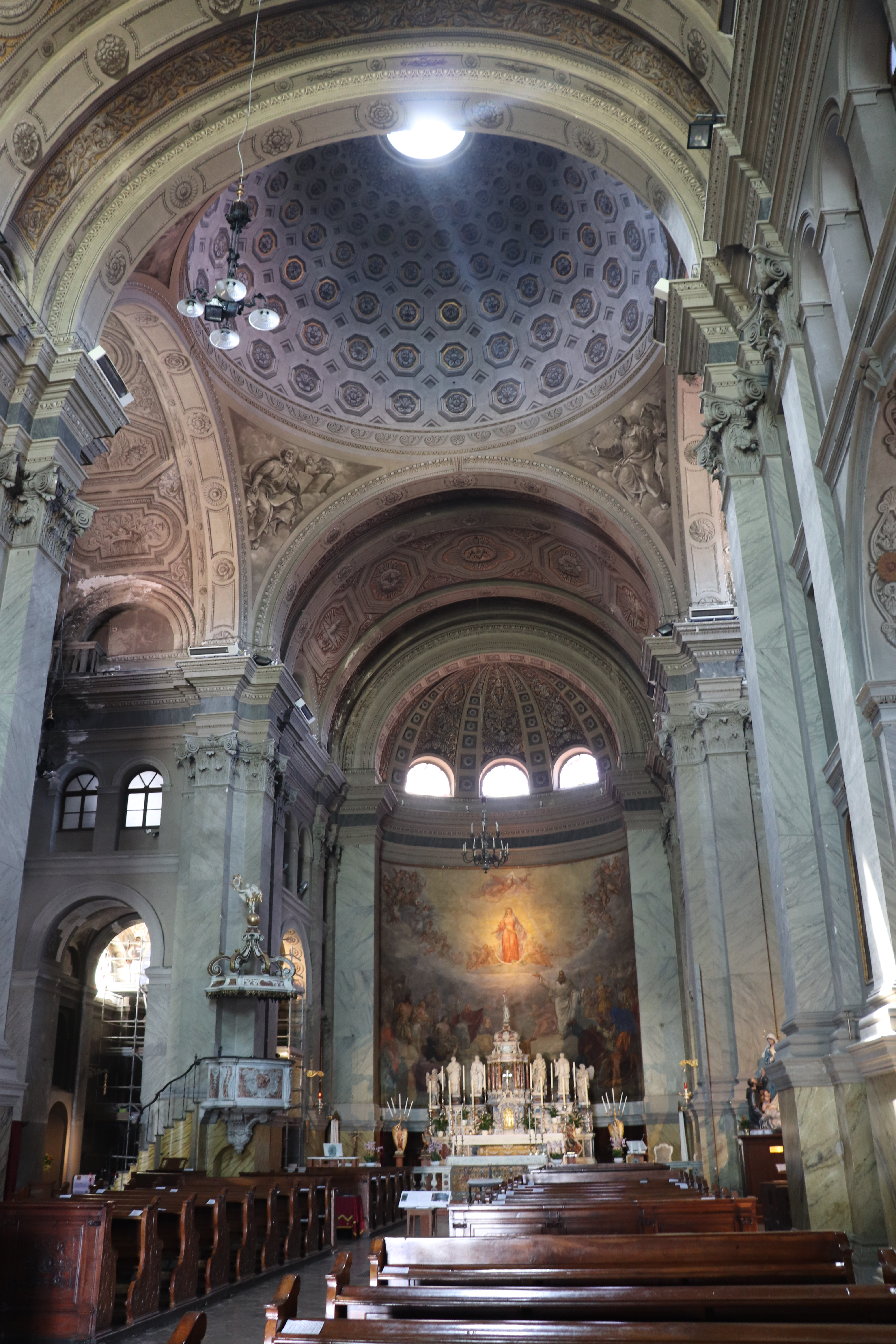
Interno

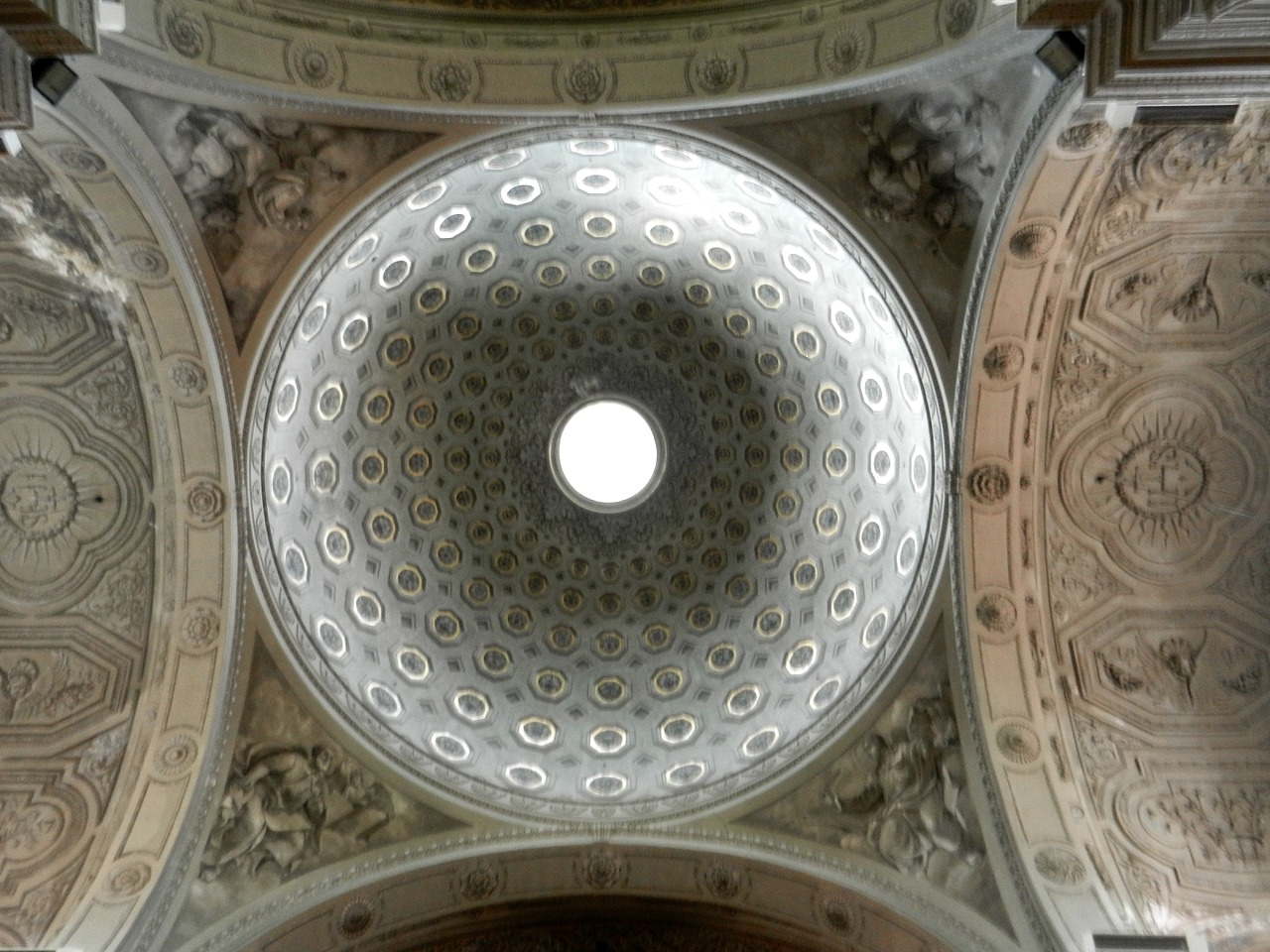
Vista della cupola

La storia della Chiesa di Santa Maria Maggiore è strettamente legata a quella della congregazione gesuita di Trieste.
Nel 1619 giunsero a Trieste i primi due gesuiti, Giuseppe Mezler e Gregorio Salateo. Grazie al buon rapporto con il governo dell'epoca, l'ordine si sviluppò in poco tempo, così da poter commissionare la costruzione di una scuola. Il Collegio dei Gesuiti si trova accanto all'attuale chiesa di Santa Maria Maggiore. Poco dopo si decise di costruire l'edificio di culto, che doveva essere dedicato alla Madonna ed essere il più grande edificio sacro della città in quel momento.
La prima pietra fu posta il 10 ottobre 1627 dal vescovo Rinaldo Scarlicchio di Trieste. Tuttavia, il completamento dell'edificio della chiesa ha richiesto decenni. Quando la chiesa fu consacrata l'11 ottobre 1682 dal vescovo triestino Giacomo Ferdinando Gorizutti, il tetto dell'edificio era ancora in parte scoperto. Nel novembre dello stesso anno, la cupola in legno della chiesa fu distrutta da un incendio scoppiato in un frantoio vicino. Quando l'ordine dei gesuiti fu sciolto, nel 1773, la chiesa non era ancora stata completata. Mancavano la cupola, due altari e altri elementi dell'interno. La cupola fu completata solo nel 1817.
A causa dei pochi documenti conservati sulla costruzione della chiesa, non è chiaro a chi si deve l'intero progetto di costruzione o singoli elementi all'interno della chiesa. Si presume che Giacomo Briani (1589-1649), gesuita modenese, si sia occupato di una parte considerevole della progettazione degli interni. La facciata dell'edificio fu completata intorno al 1701 ed è probabilmente opera del gesuita trentino Andrea Pozzo (1642-1709).
Il 21 novembre 2011, durante la celebrazione della Madonna della Salute, alla chiesa è stata attribuito il titolo di santuario diocesano da parte dell'arcivescovo Giampaolo Crepaldi.

## Descrizione

### Facciata
La facciata della chiesa è di stile barocco. Si erge su due livelli con timpano e si presenta divisa verticalmente in tre parti da fasci di lesene corinzie che rimarcano la divisione dell'interno in tre navate.

### Interno

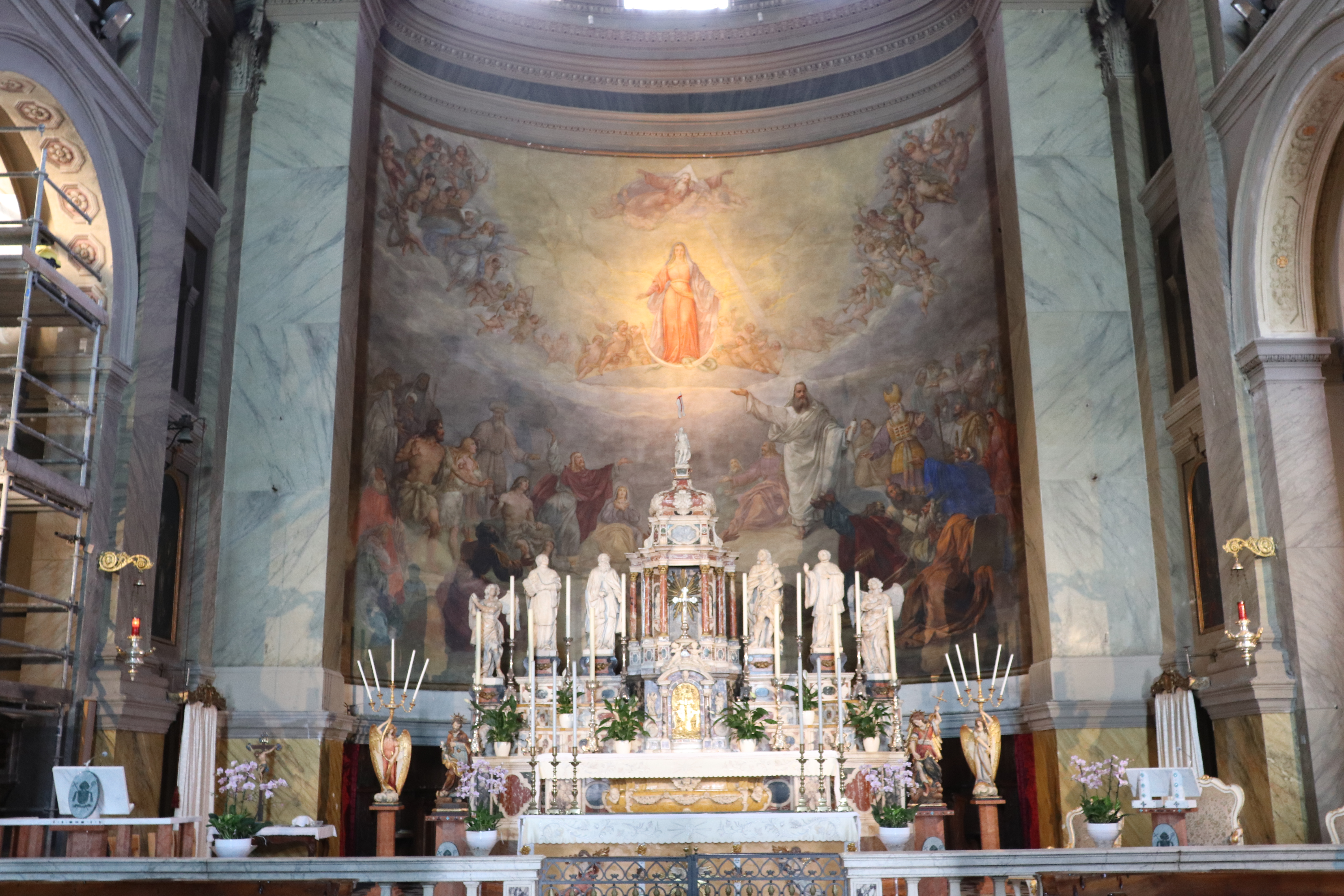
L'altare maggiore e l'abside

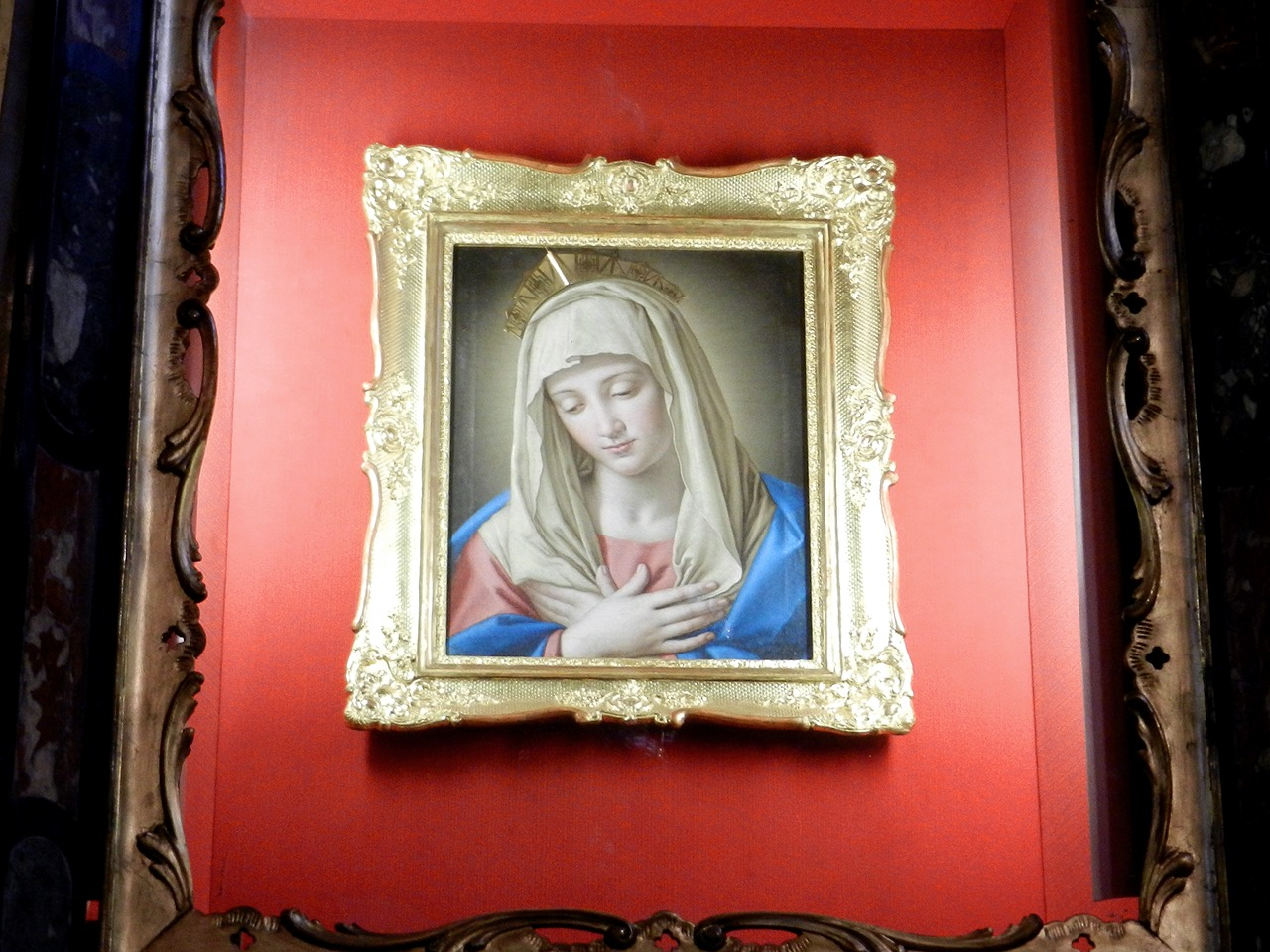
La Vergine attribuita al Sassoferrato

L'interno ha una pianta a croce latina divisa in tre navate, con transetto e abside. Sulla crociera si erge la cupola costruita nel 1817 e affrescata da Giuseppe Bernardino Bison con i Quattro Evangelisti e finte architetture.
L'altare maggiore è dedicato all'Immacolata Concezione della Vergine Maria. Fu costruito tra il 1672 e il 1717. Alcuni restauri sono stati eseguiti nel XIX secolo. Su entrambi i lati del tabernacolo si trovano le statue marmoree dei santi Ignazio di Loyola, Luigi Gonzaga, Francesco Borgia e Francesco Saverio. L'altare prosegue otticamente nel murale dell'abside con una raffigurazione dell'Immacolata, affrescata nel 1842 da Sebastiano Santi.
A destra dell'abside è la cappella della Madonna della Salute, con un quadro seicentesco della Vergine attribuito al Sassoferrato.